# Jean Richaud
Compléments
Astronome, Richaud découvrit la binarité d'Alpha Centauri
Jean Richaud, né le 1er octobre 1633 à Bordeaux (France) et décédé le 2 avril 1693 à Pondichéry (Inde), est un prêtre jésuite français, missionnaire en Inde et astronome. Il est connu notamment pour avoir, le 16 décembre 1689, effectué la première observation au télescope en Inde et avoir alors découvert la binarité d'Alpha Centauri.

## Biographie
Entré au noviciat jésuite de Saint-Macaire (Gironde) le 26 octobre 1648 le jeune Jean Richaud étudie la philosophie à Pau de 1650 à 1653. Après des années d’enseignement à La Rochelle (1657-1658) et Fontenay-le-Comte (1658-1659) il fait les études de théologie préparatoires au sacerdoce (1659-1663) qu’il reçoit sans doute durant l’été 1662 à Poitiers.
Après son Troisième An fait à Pau le père Richaud entame une carrière d’enseignant. On le sait à Tulle (1666-1668) puis à Pau où il enseigne la philosophie, les mathématiques (1668-1680) et plus tard la théologie (1680-1682).  A Pau il observe une éclipse solaire (12 juillet 1684) et une comète (7-15 septembre 1686). 
Le 1er mars 1687 le père Richaud quitte la France avec un groupe de treize jésuites. Ils sont en route pour le Siam (Thaïlande) qu’ils atteignent le 13 octobre 1687. En cours de route ils établissent les coordonnées géographiques de certaines localités visitées. Au Siam Richaud réside quelque temps à Louvo (Lopburi) et Bangkok.  À la suite d’un coup d’état politique, Richaud et certains de ses collègues quittent le pays et se rendent à Pondichéry. 
Richaud transportait un télescope avec lui et il est probablement le premier en Inde à faire des observations astronomiques avec un tel instrument. De Pondichéry, il observa la lumière zodiacale et la comète de décembre 1689. Il y observe les nuages sombres de la Voie lactée et découvre la nature binaire d’Alpha Centauri. 
Le père Richaud a également calculé les coordonnées géographiques de Pondichéry (11°53'N ; 80°20'E), avec une erreur de quelques minutes seulement.  Il corrige les coordonnées de San Thomé (Mylapore). En collaboration avec ses collègues jésuites, il dessina les cartes de leur itinéraire de voyage.
Le père Jean Richaud meurt à Pondichéry (Inde) le 2 avril 1693.   